# Marguerite Grépon
Marguerite Grépon née le 27 décembre 1891 à Souillac (Lot), morte le 9 mars 1982 à Villeneuve-la-Garenne est une journaliste, diariste et poétesse française. Elle fonde en 1953 la revue littéraire Ariane.

## Biographie
Son père exerce dans l'administration coloniale en Algérie, Indochine et Tonkin. Sa mère Marie-Louis Faurie est fille de notaire et conseiller général du Lot. Marguerite Grépon est élevée chez ses grands-parents à Moissac avant de rejoindre ses parents en Indochine. Elle rentre définitivement en France à l'âge 17 ans. Elle vit à Marseille puis à Nice. Elle s'inscrit aux Beaux-Arts et commence à publier pour la presse locale.
Elle publie son premier roman en 1914, Le courage d’être vraie. Elle s'installe à Paris où elle fréquente les cercles littéraires.
En 1933, elle écrit un article sur le féminisme dans  la revue La Femme de France. Elle dresse un bilan contrasté du rôle des femmes dans la société dans laquelle  l'émancipation des femmes connaît un coup d'arrêt dans les années 1930. Elle publie divers articles consacrés au féminisme ainsi que des portraits de grandes figures du féminisme de l'époque, de Louise Weiss, à Maria Verone.
En 1936, elle publie dans la revue Esprit. Après la Libération, elle rencontre Simone de Beauvoir et collabore aux Temps modernes.
En 1953, elle fonde une revue littéraire Ariane : les cahiers féminins, espace d'expression pour les femmes. À partir de 1957, la revue devient Ariane : Les cahiers culturels. La revue attribue un prix du journal intime chaque année. Marguerite Grépon publie et fait connaître des poétesses ; Minou Drouet, Renée Rivet, Anne-Marie de Backer, Jane Kieffer, Pierrette Micheloud, Suzanne Arlet.

## Publications

### Ouvrages
- Marguerite Grépon, Les Insomniques, Dijon, G. Chambelland, 1962, 45 p.

Prix Juliette-de-Wils de l’Académie française en 1963
- Marguerite Grépon, Anti-poèmes et paraboles à partir de l'infinitif, Uzès, Formes et langages, 1972, 59 p.
- Marguerite Grépon, C'était un grand amour  correspondance avec une morte, Paris, Éditions Caractères, 1974, 38 p.
- Marguerite Grépon, Contributions indirectes  petit dictionnaire de notes et sentences à l'usage des dames, Paris, La Presse à bras, 1937, 96 p.
- Marguerite Grépon, Décoordonnées, Uzès, Formes et langages, 1975, 19 p.
- Marguerite Grépon, La Dimension supplémentaire ou les Richesses de la nuit  chronique du for intérieur, Paris, Barré-Dayez, 1975, 38 p.
- Marguerite Grépon, Double itinéraire  proses et poèmes, Paris, Éditions Caractères, 1971
- Marguerite Grépon, Écritures de la nuit  essai de fixation d'une conscience colorée, Uzès, Formes et langages, 1977, 39 p.
- Marguerite Grépon, La Femme et son univers poétique, Caen, R. Delahaye, 1971, 39 p.
- Marguerite Grépon, Flux, Uzès, Formes et langages, 1977, 59 p.
- Marguerite Grépon, Folle genèse  expérience poétique, Paris, J. Millas-Martin, 1968, 59 p.
- Marguerite Grépon, Poème l'être, Uzès, Formes et langages, 1974, 70 p.

Prix Henry-Jousselin de l'Académie française en 1975
- Marguerite Grépon, Poétique de la survie, Paris, Caractères, 1971, 55 p.
- Marguerite Grépon, Pour une introduction à une histoire de l'amour, Paris, J. Vigneau, 1946, 260 p.
- Marguerite Grépon, Registre du logeur  histoire en forme de poésie, Paris, Janus-P.J. Oswald, 1956, 55 p.
- Marguerite Grépon, La Servante poète, Limoges, Rougerie, 1956, 55 p.
- Marguerite Grépon, Journal, 3 vol., Rodez, Editions des Cendres, 1960, 1963, 1966, 55 p.
- Marguerite Grépon, Ruptures, roman, Editions J. Ferenczi et fils, 1933, 222 p.
- Marguerite Grépon, La Voyageuse nue, Rodez, Ferenczi, 1928, 215 p.
- Marguerite Grépon, Le courage d’être vraie, Paris, B. Grasset, 1914, 303 p.[2]

### Revue
- Marguerite Grépon dir., Ariane, 1953-1973, Paris, Ariane, 1953-1973